# D͟z
Cette page contient des caractères spéciaux ou non latins. S’ils s’affichent mal (▯, ?, etc.), consultez la page d’aide Unicode.
Le dz double macron souscrit,  d͟z est un digramme de l’alphabet latin, utilisé dans certains systèmes de translittération. Il est formé d’un D et d’un Z, avec un double macron souscrit.

## Utilisation
Dans la romanisation Yaghoubi des langues afghanes (dari et pachtou), le digramme dz double macron souscrit ‹ d͟z › pour translittérer la lettre ḍād ‹ ض ›.